# De tijger

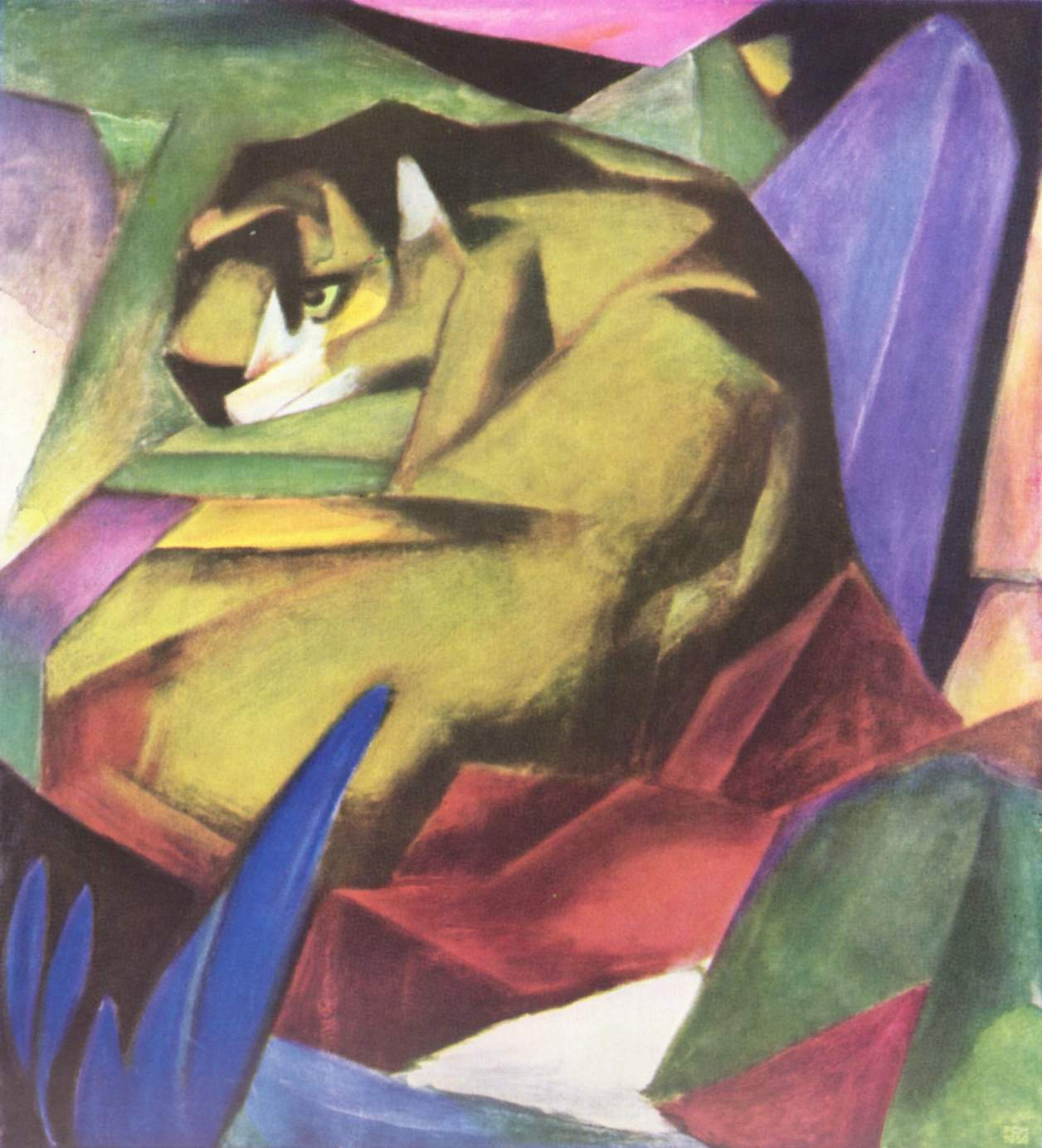
Der Tiger, 1912

De tijger (der Tiger) is een expressionistisch schilderij van de Duitse kunstschilder Franz Marc.
Het is een olieverf op doek schilderij van 111 x 101 cm. Franz Marc maakte het in 1912.  Het behoort tot de collectie van de Städtische Galerie im Lenbachhaus in München. 